# Fujio Akatsuka
Fujio Akatsuka (赤塚・不二夫, Akatsuka Fujio) né le 14 septembre 1935 dans le Mandchoukouo (aujourd'hui xian de Luanping) et décédé le 2 août 2008 à Tokyo. C'est l'un des principaux dessinateurs de manga japonais humoristique.
Il est le créateur de certains des personnages humoristiques les plus célèbres du Japon. Il fait partie des habitués du Tokiwasō.

## Biographie
Né en Chine le 14 septembre 1935 dans une famille très pauvre, Fujio Akatsuka émigre au Japon à la fin de la Seconde Guerre mondiale.
Après ses études, il trouve un poste dans une société de produits chimiques mais préfère la bande dessinée (surtout des shōjos) et publie Arashio koete (嵐を超えて) entre 1955 et 1958, puis il publie Nama-chan (ナマちゃん) dans Manga Ô en 1958.
En 1962, il crée Himitsu no Akkochan, première de ses séries à être adaptée en dessin animé. De 1962 à 1969, il connaît son premier grand succès avec Osomatsu-kun (おそ松くん) publié dans Shōnen Sunday, aventures humoristiques d'une bande de sextuplés. Son personnage principal, Iyami, est devenu très populaire par une position et son exclamation unique : Il crie le mot SHE! (シェー！, Shē!) tout en prenant une pose inhabituelle. Ensuite il réitère avec L'idiot génial (天才バカボン, Tensai Baka-bon) dans le même registre, avec le père de Baka-bon, personnage absurde et hilarant. Ce personnage est devenu très populaire au Japon. Avec Akko-chan secrète (ひみつのアッコちゃん, Himitsu no Akko-chan), l'auteur raconte l'histoire d'une petite sorcière qui jette des sorts à l'aide d'un petit poudrier et de la formule « Teku-maku-maya-kon » afin de changer de forme ou de disparaitre ; ce concept original fut par la suite copié de nombreuses fois. Ses œuvres remarquées suivantes sont Waru Waru World en 1974 et Tateshi no Kensaku. « Influencé par le cinéma burlesque américain, [il] renouvelle la bande dessinée humoristique japonaise en y introduisant des antihéros. Servies par un graphisme simple et efficace, ses histoires » sont souvent adaptées en petits dessins animés et presque toujours éditées en volume.
Il meurt le 2 août 2008  à Tokyo, d'une pneumonie.
Akastuka a fait partie des habitués du Tokiwasō, l'appartement où de grand auteurs de mangas japonais se rencontraient pour partager leur idées. Il est classé parmi les plus importants mangaka du Japon.

## Œuvre

### Manga
- 1958 : Arashio koete (嵐を超えて?)
- 1962 : 
  - Himitsu no Akko-chan (ひみつのアッコちゃん?)
  - Osomatsu-kun (おそ松くん?)
- 1965 :
  - Jajako-Chan (ジャジャ子ちゃん?)
  - You Love Me-Kun (ユー・ラブ・ミー君?)
- 1966 :
  - Chibita-kun (チビ太くん?)
  - Makasete Chouta (まかせて長太?)
- 1967 :
  - Mōretsu Atarō (もーれつア太郎?)
  - Tensai Baka-bon (天才バカボン?)
  - Hennako-chan (へんな子ちゃん?)
- 1968 :
  - Hippy-chan (ヒッピーちゃん, Hippī-chan?)
  - Mechakucha No. 1 (メチャクチャNo.1?)
- 1969 : Manga Daigakuin (マンガ大学院?)
- 1970 :
  - Kaze no Karappe (風のカラッペ?)
  - Tensai Bakabon no Oyaji (天才バカボンのおやじ?)
- 1971 :  Rettsura Gon (レッツラゴン?)
- 1975 :
  - Bessatsu Tensai Bakabon (別冊天才バカボン?)
  - BC Adam (ＢＣアダム, BC Adamu?)
- 1976 :  Nora Gaki (のらガキ?)
- 1977 :
  - Kong Oyaji (コングおやじ?)
  - Wanpaku Tenshi (わんぱく天使?)
  - Kaa-chan No. 1 (母ちゃんNo.1?)
- 1987 :
  - Ganso Tensai Bakabon (元祖天才バカボン?)
  - Erinuki Tensai Bakabon (えりぬき天才バカボン?)
- 1995 :
  - Groove High
- 2001 :  Akatsuka No.1 (アカツカNo.1?)
- 2002 : Groove High: a la mode
- 2005 :  Gyagu-ya (ギャグ屋?)

### Anime
- Osomatsu-kun
- Himitsu no Akko-chan
- Tensai Baka-bon

## Récompenses
- 1965 : Prix Shōgakukan pour Osomatsu-kun
- 1972 : Prix Bunshun
- 1997 : Prix du ministre de l'éducation de l'Association des auteurs de bande dessinée japonais
- 1998 : Médaille au ruban pourpre